# Skrå brædder
|  | Denne artikel er oprettet af botten PalnaBot ud fra en ekstern database. Den kan derfor have sproglige fejl eller mangler. Denne skabelon kan fjernes efter kontrol af indholdet. |

Skrå brædder er en kortfilm fra 2013 instrueret af Anton Breum efter manuskript af Anton Breum.